# Roșia (okręg Hunedoara)
Roșia – wieś w Rumunii, w okręgu Hunedoara, w gminie Balșa. W 2011 roku liczyła 1 mieszkańców.